# Phyllachora anthistiriae
Phyllachora anthistiriae är en svampart som beskrevs av Racib. ex Theiss. & Syd. 1915. Phyllachora anthistiriae ingår i släktet Phyllachora och familjen Phyllachoraceae.   Inga underarter finns listade i Catalogue of Life.